# Stadion Grüne Au
Das Stadion Grüne Au ist ein Fußballstadion in Hof. Mit 8100 Plätzen ist es das größte Stadion der oberfränkischen Stadt und Spielstätte der SpVgg Bayern Hof.

## Das Stadion
Am Ostrand Hofs im Viertel Fabrikvorstadt gelegen, entstand das Stadion auf einem Gelände, das der FC Bayern Hof 1913 pachtete und 1930 kaufte. Der zu Beginn noch Britannia Hof genannte Verein erweiterte das Stadion Grüne Au in den nächsten Jahren immer wieder. 1949 wurde eine 72 Meter lange, überdachte Sitzplatztribüne in Holzbauweise auf der Nordseite errichtet und 1959 das Stadion nochmals erweitert. 1969 entstand die Südtribüne, die sogenannte Neue Tribüne, die lange über kein Dach verfügte. In den 1960er Jahren spielte der FC Bayern Hof in der Oberliga Süd, in den Siebzigern in der Regionalliga Süd bzw. der 2. Bundesliga Süd.
Das Stadion Grüne Au ist ein reines Fußballstadion ohne Laufbahn. Das Spielfeld ist auf drei Seiten von Erdwällen mit Stehrängen umgeben. In der Mitte der Hauptgeraden sind diese unterbrochen durch das Gebäude mit Umkleideräumen und Geschäftsstelle, an das sich linker Hand die Neue Tribüne mit 800 überdachten Sitzplätzen anschließt. Diese Tribüne überragt die Stehplätze. Auf der Gegengeraden befindet sich die Holztribüne mit 1335 Plätzen auf Sitzbänken. Seit 1980 ist die Spielstätte Eigentum der Stadt Hof. Vor dem Stadion befindet sich die gleichnamige Gaststätte Grüne Au. 

## Zuschauerrekorde
Am 15. Januar 1961 wurde gegen den späteren Deutschen Meister 1. FC Nürnberg mit 18.300 Zuschauern ein Rekord aufgestellt. Dieser Zuschauerrekord wurde am 22. Mai 1968 beim Bundesliga-Aufstiegsrundenspiel des FC Bayern Hof gegen Rot-Weiss Essen mit 19.100 Besuchern nochmals übertroffen.

## Bildergalerie

Eingang zum Stadion
Infotafel am Stadion
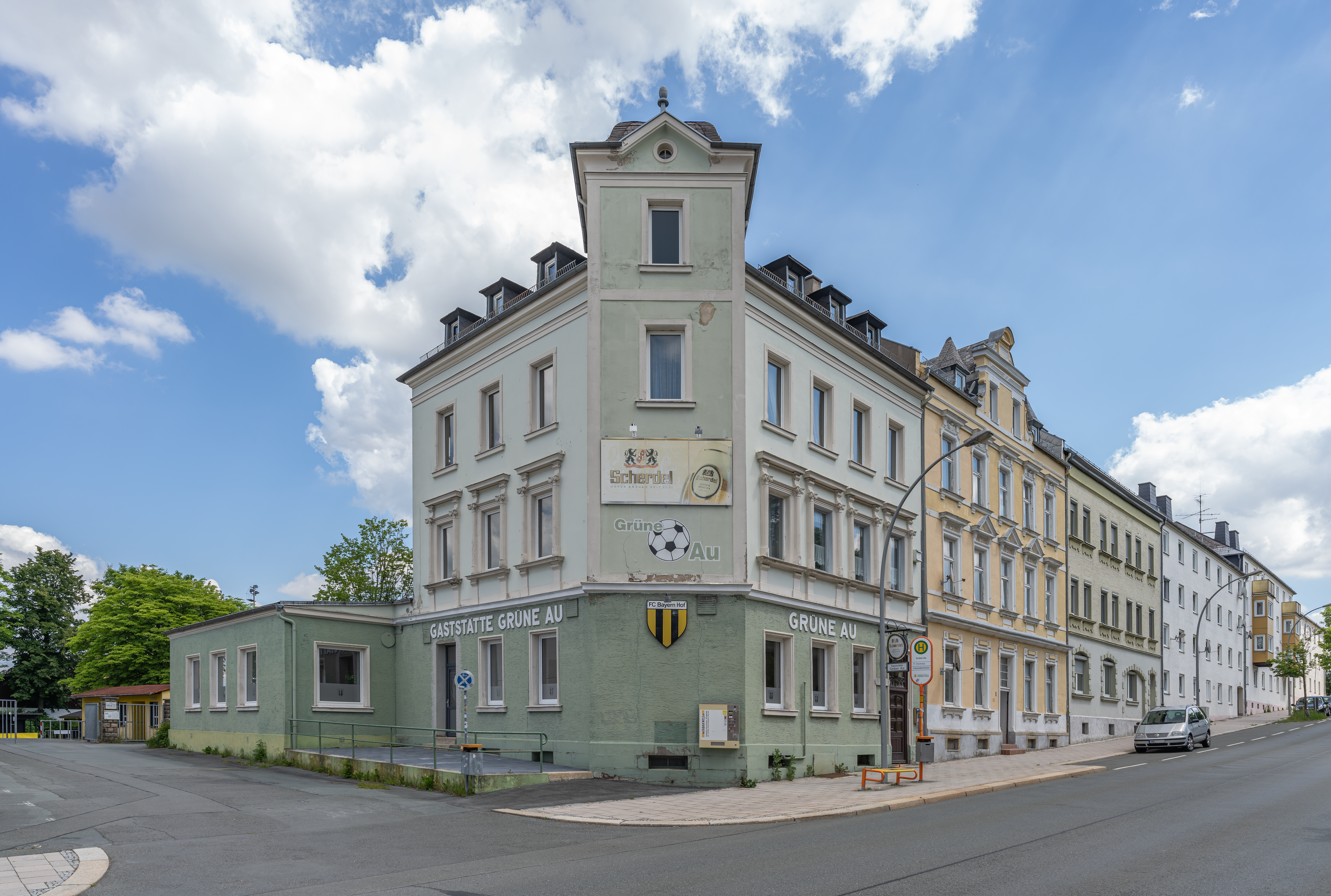
Gaststätte Grüne Au